# メギ属
メギ属（メギぞく、学名: Berberis、和名漢字表記：目木属）はメギ科の属の1つ。

## 特徴
落葉または常緑低木からなる。若木の枝には直接葉がつくが、成木の枝には葉でなく葉の変化した刺が多数生える（コトリトマラズ、ヘビノボラズの語源）。またそこから長さ1-2 mmのごく短い枝が出て、ここに葉が数枚つく。葉は単葉または羽状複葉。花は黄色で、萼片（花弁より大きく目立つ）・花弁・雄蕊が各6個、子房上位の雌蕊が1個あり、単生または数個の花序になる。果実は液果で赤または青などに熟し、1個ないし数個の種子を含む。

## 分類
世界に約600種が分布し、うちヒマラヤから中国大陸にかけて多数ある。メギ科全体で650種のなかでその大部分を占める。日本にはメギ（目木、小蘗、別名コトリトマラズ、小鳥止まらず）、ヘビノボラズ（蛇上らず）、オオバメギ、ヒロハヘビノボラズの落葉性4種が自生する。従来は、葉が羽状複葉になるものは「ヒイラギナンテン属」Mahonia として区分されていた。

## 日本およびその周辺に分布する種、栽培種
一部を除き、和名、学名はYistによる。

### 日本に分布する種
- ヒロハヘビノボラズ Berberis amurensis Rupr. - 落葉低木。高さ3 mになり、葉には鋸歯がある。日本、朝鮮半島、中国大陸東北部、アムール地方の温帯に分布する[1]。
- ヘビノボラズ Berberis sieboldii Miq. - 落葉低木。高さ80 cmになり、葉には鋸歯がある。日本固有種。本州（中部地方南西部・近畿地方）、九州（宮崎県）の暖帯に分布する[1][2]。
- メギ Berberis thunbergii DC. - 落葉低木。高さ2 mになり、葉の縁は全縁。葉の長さは1-3 cm。日本固有種。本州、四国、九州の暖帯から温帯に分布する[1][2]。
- オオバメギ Berberis tschonoskyana Regel - 落葉低木。高さ2 mになり、葉の縁は全縁。葉の長さは3-8 cm。日本固有種。本州（関東地方以西）、四国、九州の温帯に分布する[1][2]。

### その他の主な種、栽培種
- アミバヘビノボラズ Berberis aristatoserrulata Hayata
- タイワンヘビノボラズ Berberis brevisepala Hayata
- Berberis chingshuiensis T.Shimizu
- ホソバヒイラギナンテン Berberis fortune Lindl.
- ヒイラギナンテン Berberis japonica (Thunb.) R.Br. - 中国原産の常緑低木で、葉は奇数羽状複葉。庭園や公園にふつうに植栽される[1]。
- クロミノヘビノボラズ Berberis kawakamii Hayata
- チョウセンメギ Berberis koreana Palib.
- ウスバヘビノボラズ Berberis mingetsensis Hayata
- ニイタカヘビノボラズ Berberis morrisonensis Hayata
- ニイタカヒイラギナンテン Berberis oiwakensis (Hayata) Laferr.
- トウメギ Berberis poiretii C.K.Schneid.
- テンガイメギ Berberis pruinosa Franch.
- シベリアメギ Berberis sibirica Pall.
- Berberis tarokoensis S.Y.Lu et Yuen P.Yang
- セイヨウメギ Berberis vulgaris L. - ヨーロッパ、北西アフリカ、西アジア原産の落葉低木で、多くの国で果実をとるために栽培される。

## 利用
材はベルベリン（属名に由来する）を多く含むため黄色い。ベルベリンを含むため各地で薬として使われてきた。メギ（目木）という名も枝葉の煎汁を眼病の治療に用いたことによる。また黄色の染料にもされた。
果実はヨーロッパ、中央アジアや南米など各地で食用にされるが、栽培されるものは少ない。ロシアではボルシチに入れたりして食べることがある。イランではゼレシュク（Zereshk：学名B. vulgaris、ヨーロッパ等にも広く分布、和名：セイヨウメギ）を栽培し、赤い実を料理や菓子の材料としてよく食べる。日本産のものはあまり利用されないが果実酒にすることはある。
また果実のほか落葉種では紅葉が美しいため観賞用に栽培される種類もある。刺が多いため生垣にも使われる。
ただしコムギ黒さび病菌（Puccinia graminis）の中間宿主となるため、国によっては栽培が禁止されている。
メギの樹皮を煎じた液で洗眼するという伝統的利用法が長野県阿智・喬木地域にある。

## 関連画像

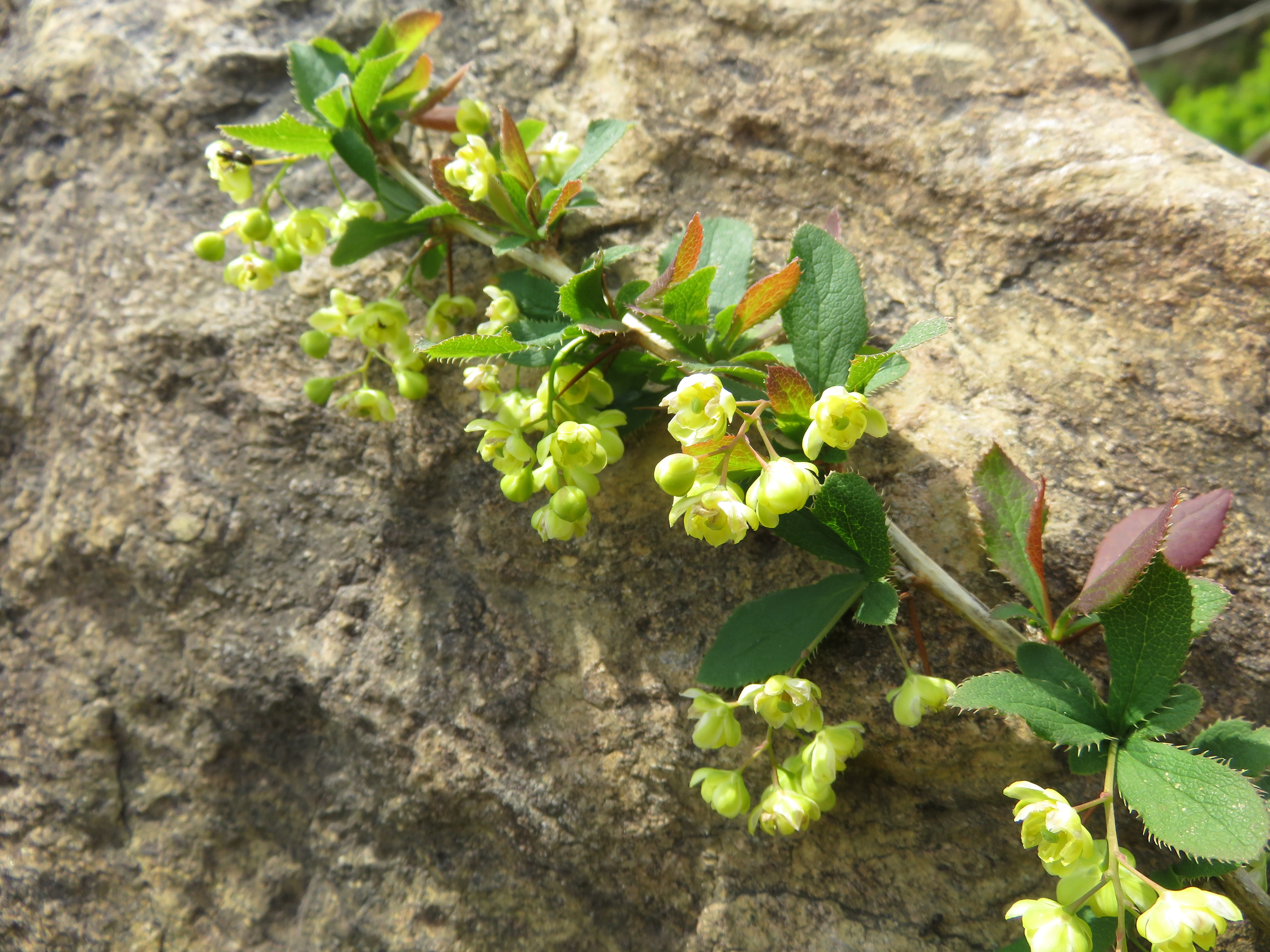
ヒロハヘビノボラズ B. amurensis
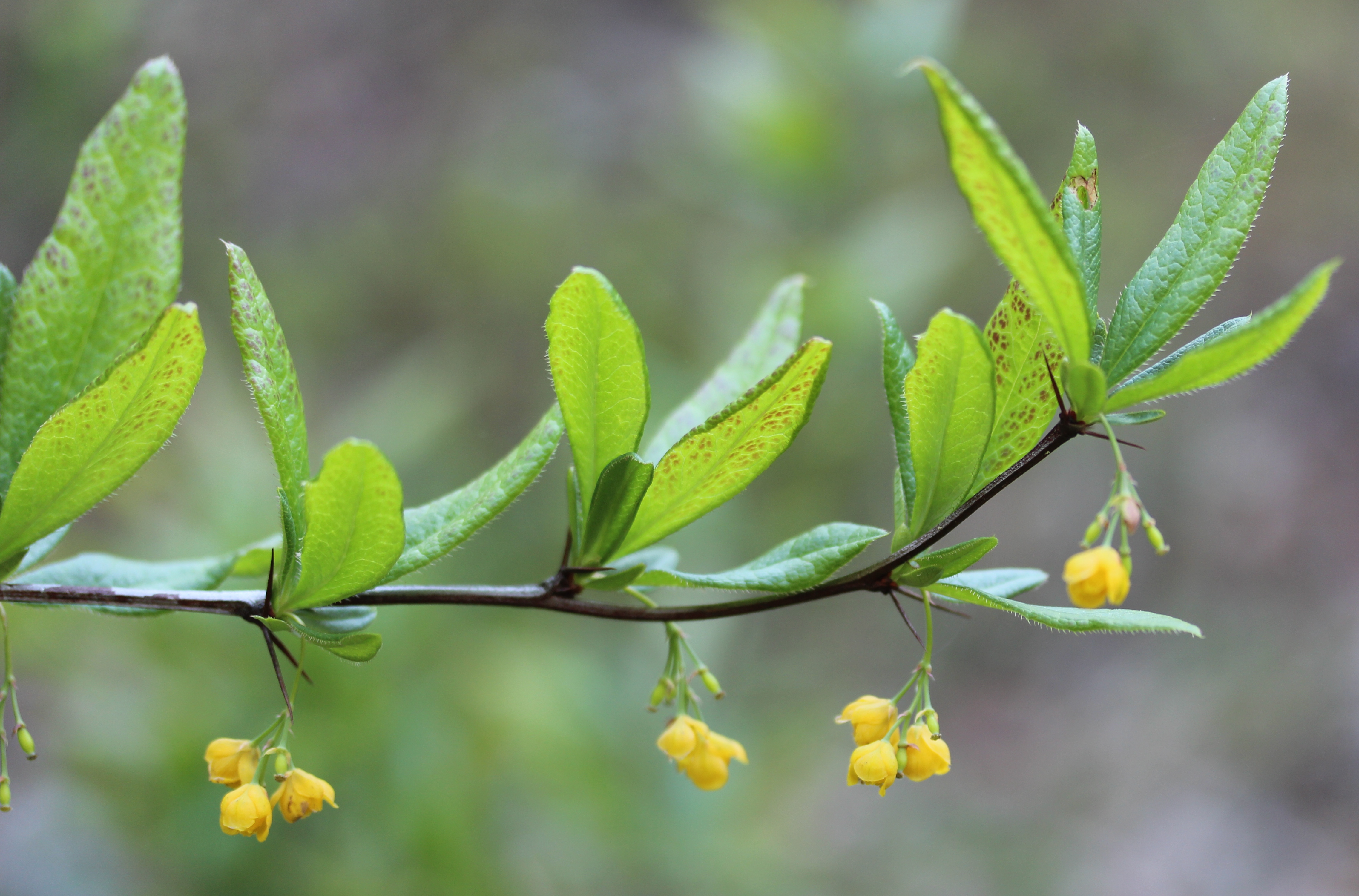
ヘビノボラズ B. sieboldii
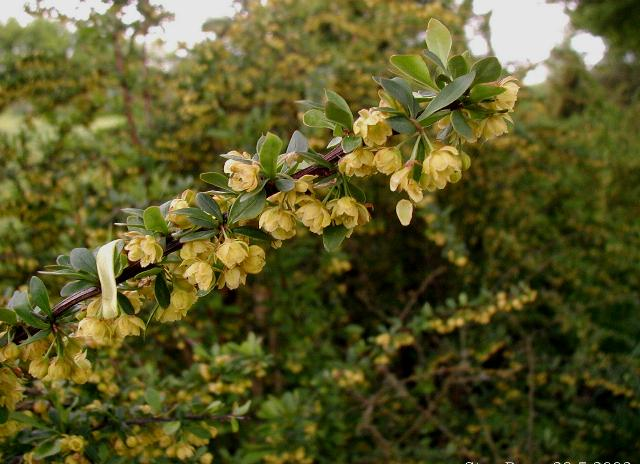
メギ B. thunbergii
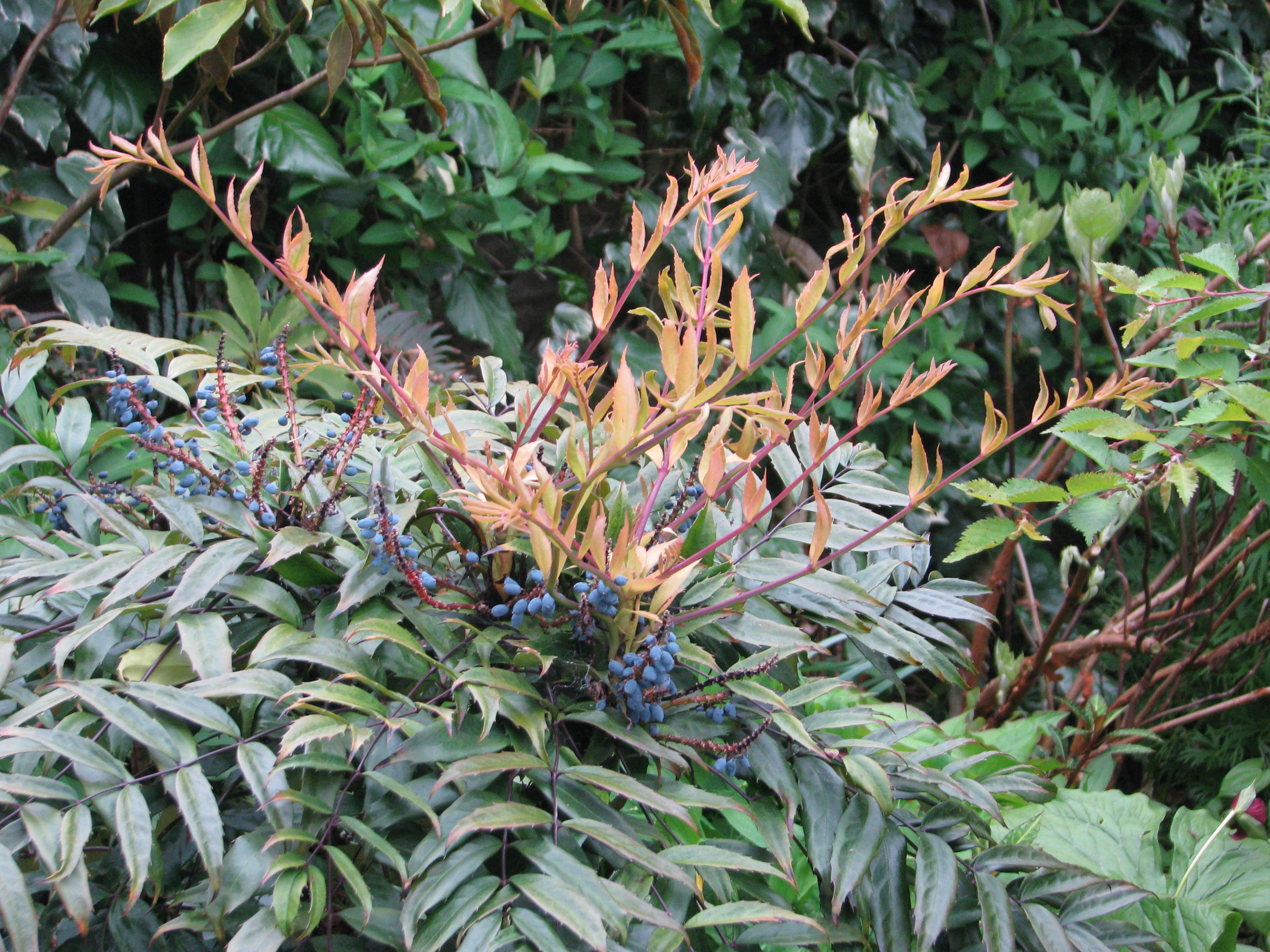
ホソバヒイラギナンテン B. fortune
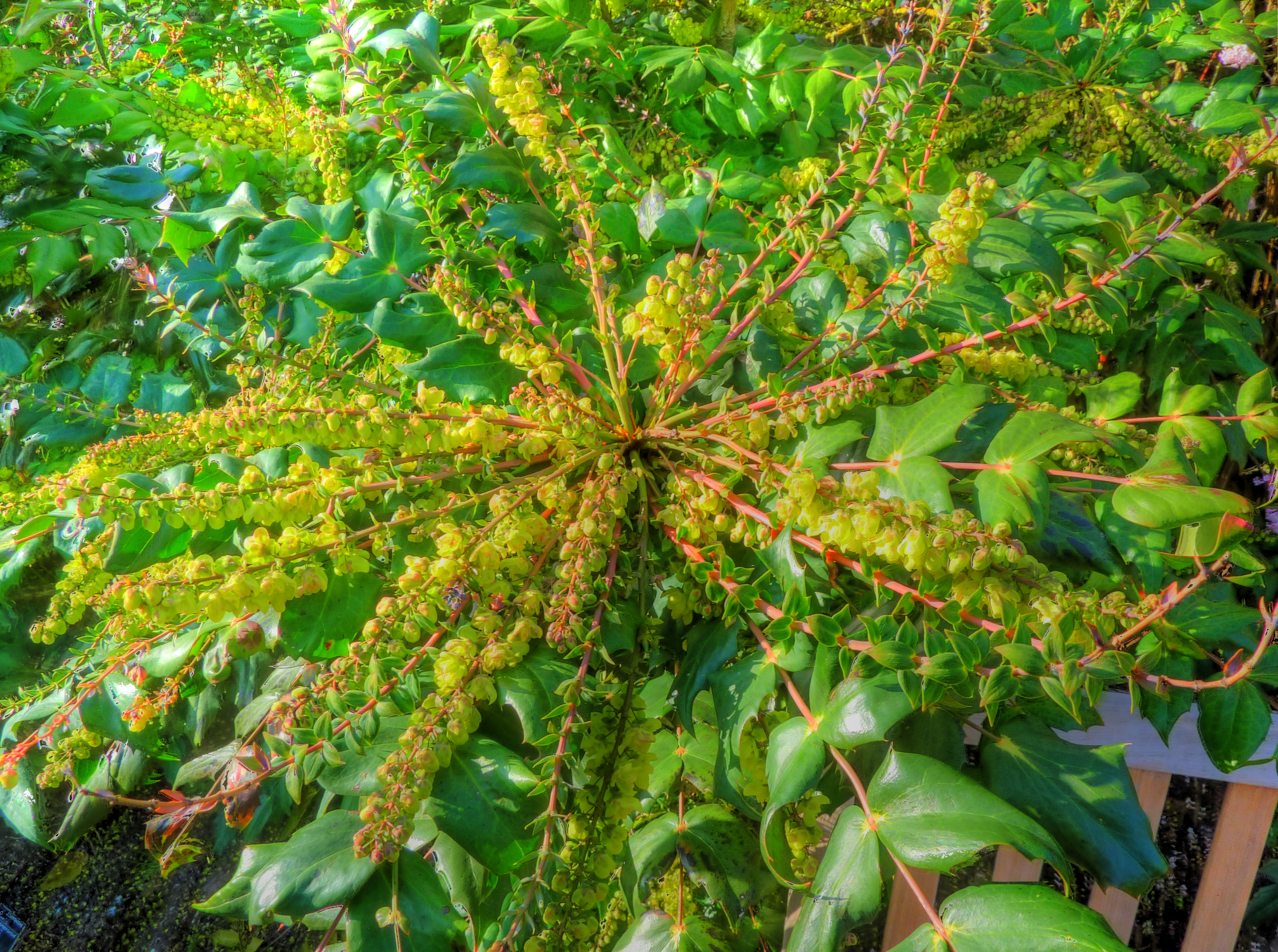
ヒイラギナンテン B. japonica
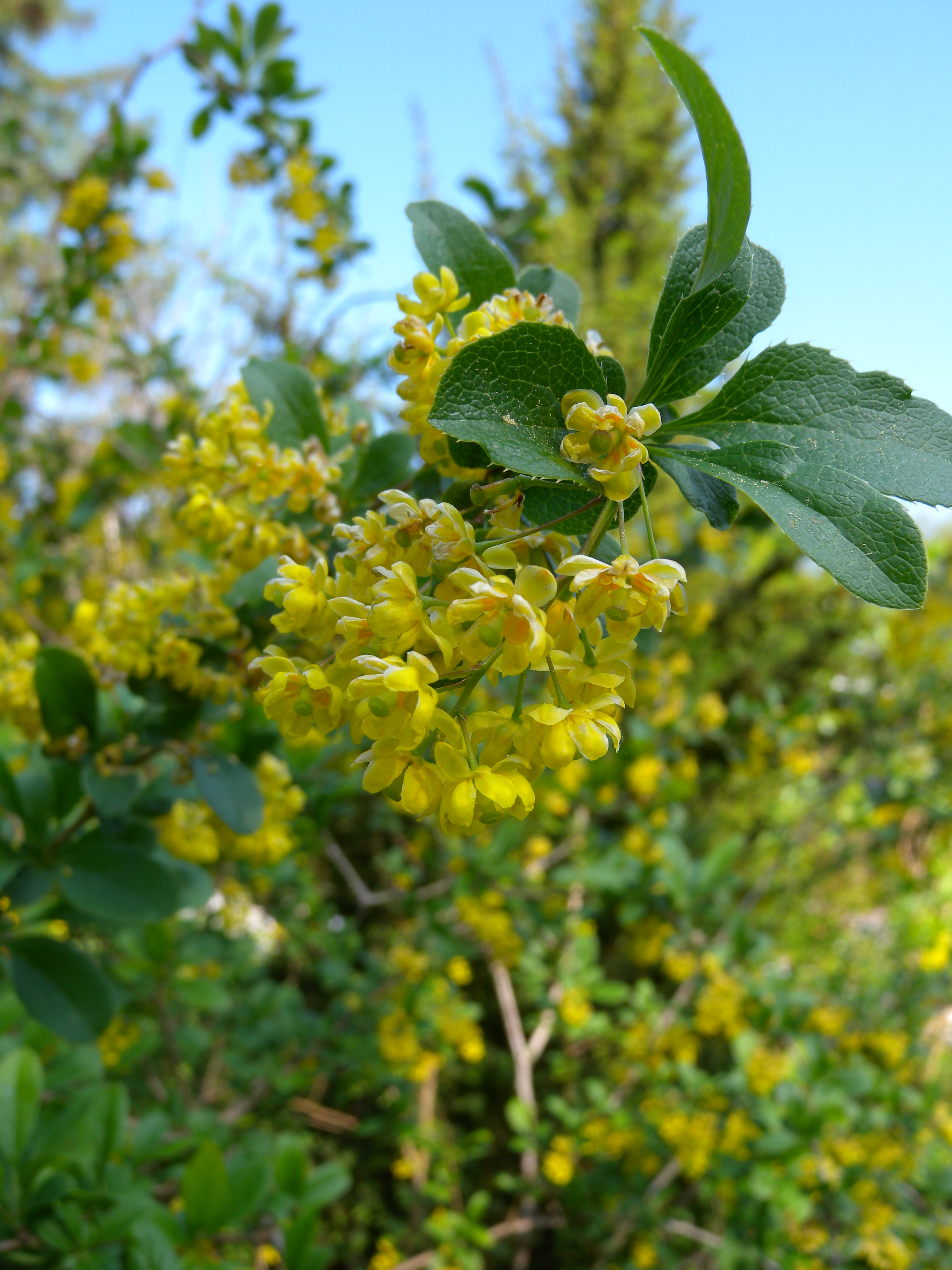
セイヨウメギ B. vulgaris